# Minihy-Tréguier
Minihy-Tréguier (bretonisch: Ar Vinic’hi) ist eine französische Gemeinde mit 1.263 Einwohnern (Stand: 1. Januar 2022) im Département Côtes-d’Armor in der Region Bretagne. Sie ist Teil des Arrondissements Lannion und des Kantons Tréguier.

## Geografie
Minihy-Tréguier liegt rund 17 Kilometer nordöstlich von Lannion. Zur Gemeinde gehören nebst dem Dorf Minihy-Tréguier noch zahlreiche Weiler (Convenant, Jézéquel, Penn ar Waz), Streusiedlungen und Einzelgehöfte innerhalb der Gemeinde. Die Gemeinde hat mehrere natürliche Gemeindegrenzen. Darunter der Fluss Jaudy, der Fluss Guindy, ein Bach und mehrere Teiche.

### Nachbargemeinden
Die Gemeinde zählt insgesamt acht benachbarte Gemeinden und Communes déléguées, nämlich Camlez, Coatréven, Langoat, La Roche-Derrien, Plougiel, Pommerit-Jaudy, Trédarzec und Troguéry.
| Plouguiel        | Plouguiel                                   | Trédarzec      |
| Coatréven Camlez | Kompassrose, die auf Nachbargemeinden zeigt | Troguéry       |
| Langoat          | La Roche-Derrien                            | Pommerit-Jaudy |

## Geschichte
Der Ort ist Geburtsort von Yves de Kermartin, der später heiliggesprochen wurde. Im Mittelalter befand sich auf Gemeindegebiet ein Zufluchtsort. 1430 wurde dieser auf Druck von Papst Martin V. aufgehoben, weil sich dort angeblich Kriminelle versteckten. Die Kirchgemeinde trug bis 1790 den Namen Minihy-Ploulan-Tréguier. Im Jahr 1836 wurde ein Teil des Gemeindegebiets an die Gemeinde Tréguier ab.

## Bevölkerungsentwicklung
Die Gemeinde zählte 1793 rund 1600 Einwohner. Ab 1821 betrug die Anzahl Bewohner stets so zwischen 1450 und 1600 Personen. Zwischen 1886 und 1901 gab es eine erste Abwanderungswelle. Nach einer kurzen Phase der Erholung vor dem Ersten Weltkrieg folgte eine zweite Abwanderungswelle bis zum Jahr 1975 (1911–1975: −46,4 %). Nach diesem Tiefpunkt wuchs die Bevölkerung wieder deutlich (1975–2013: +89,4 %).
| 1793 | 1800 | 1806 | 1821 | 1831 | 1836 | 1841 | 1846 | 1851 | 1856 | 1861 | 1866 | 1872 | 1876 | 1881 | 1886 | 1891 | 1896 |
| ---- | ---- | ---- | ---- | ---- | ---- | ---- | ---- | ---- | ---- | ---- | ---- | ---- | ---- | ---- | ---- | ---- | ---- |
| 1603 | 1376 | 1398 | 1490 | 1449 | 1510 | 1377 | 1607 | 1519 | 1575 | 1561 | 1601 | 1528 | 1558 | 1522 | 1516 | 1332 | 1272 |

| 1901 | 1906 | 1911 | 1921 | 1926 | 1931 | 1936 | 1946 | 1954 | 1962 | 1968 | 1975 | 1982 | 1990 | 1999 | 2008 | 2013 |
| ---- | ---- | ---- | ---- | ---- | ---- | ---- | ---- | ---- | ---- | ---- | ---- | ---- | ---- | ---- | ---- | ---- |
| 1195 | 1183 | 1256 | 1031 | 909  | 871  | 868  | 852  | 821  | 805  | 717  | 673  | 790  | 1024 | 1063 | 1096 | 1275 |

## Sehenswürdigkeiten
Siehe auch: Liste der Monuments historiques in Minihy-Tréguier
- Herrenhaus von Mezo Bran aus dem 15. Jahrhundert
- Herrenhaus von Saint-Renaud aus dem 15. Jahrhundert
- Dorfkirche Saint-Yves (15.–19. Jahrhundert) mit Grabmal von Saint-Yves
- Kapelle Saint-Joseph de Mézaubran aus dem 17. Jahrhundert in Mezo-Bran
- Taubenschlag von Kermartin aus dem 13. Jahrhundert
- Kalvarienberg bei der Dorfkirche
- Aquädukt über den Guindy aus dem Jahr 1610
- Kaplanei aus dem Jahr 1293

Quelle:

Sehenswürdigkeiten
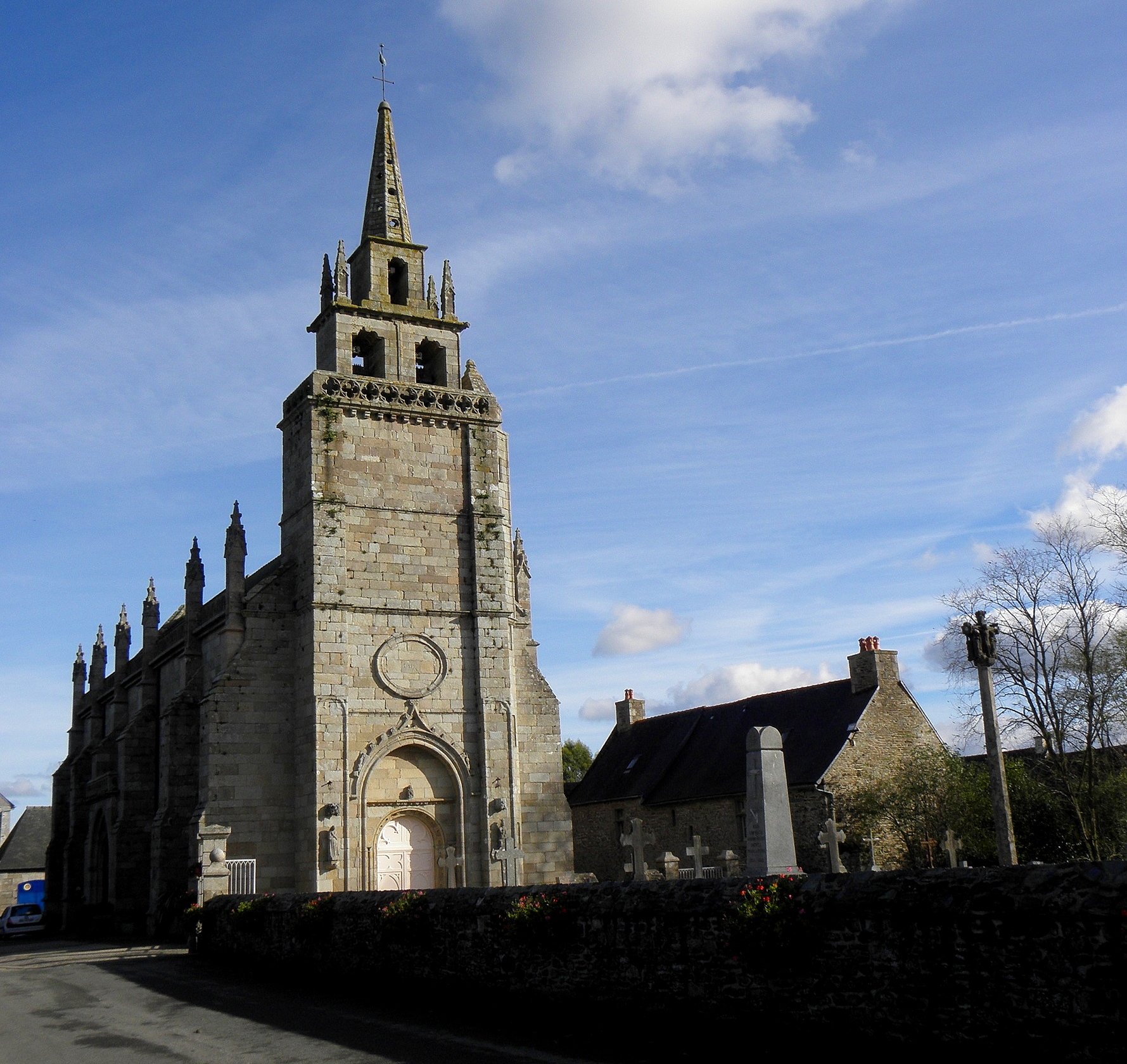
Dorfkirche Saint-Yves
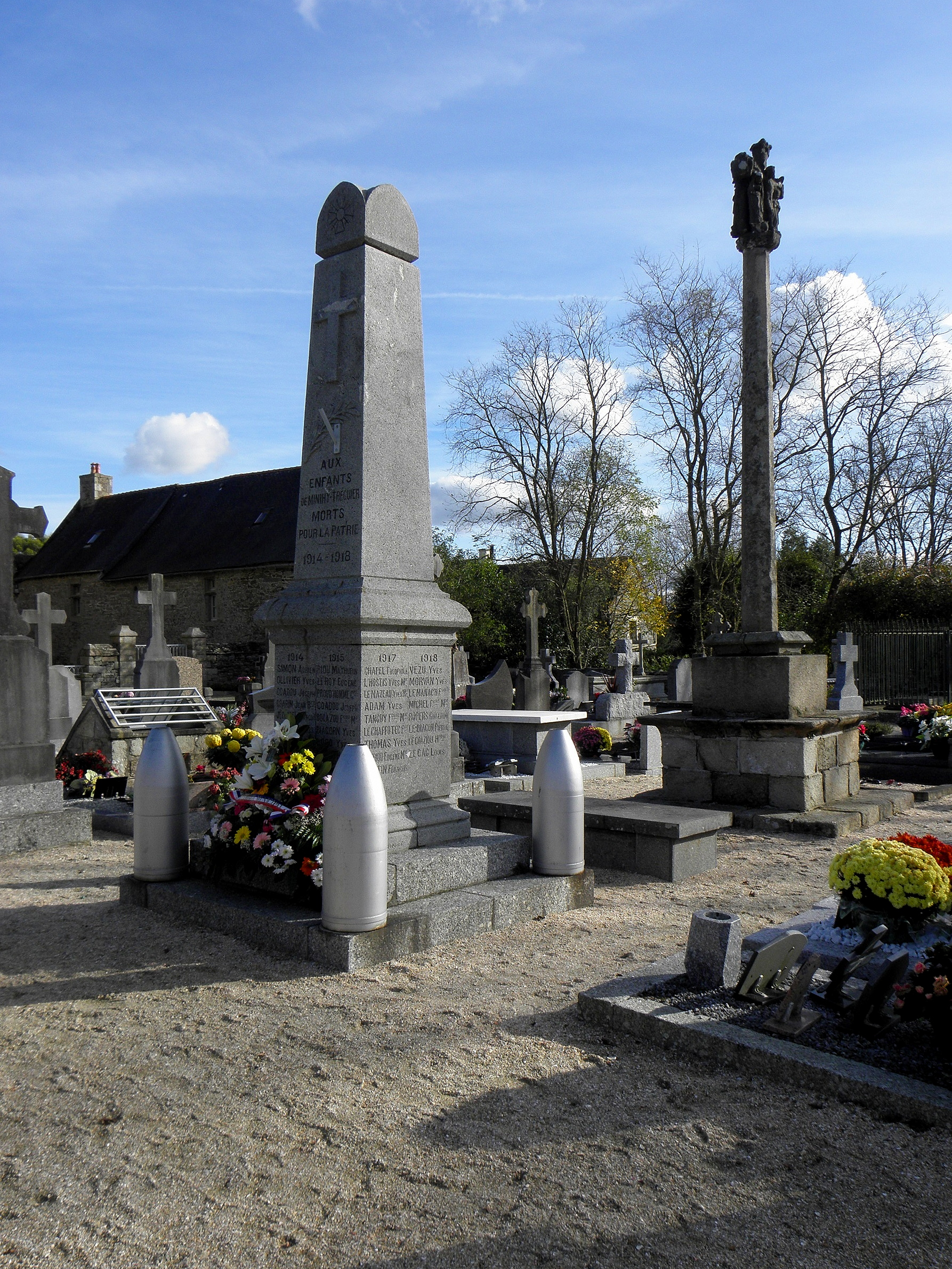
Dorffriedhof mit Kreuz und Denkmal für die Gefallenen
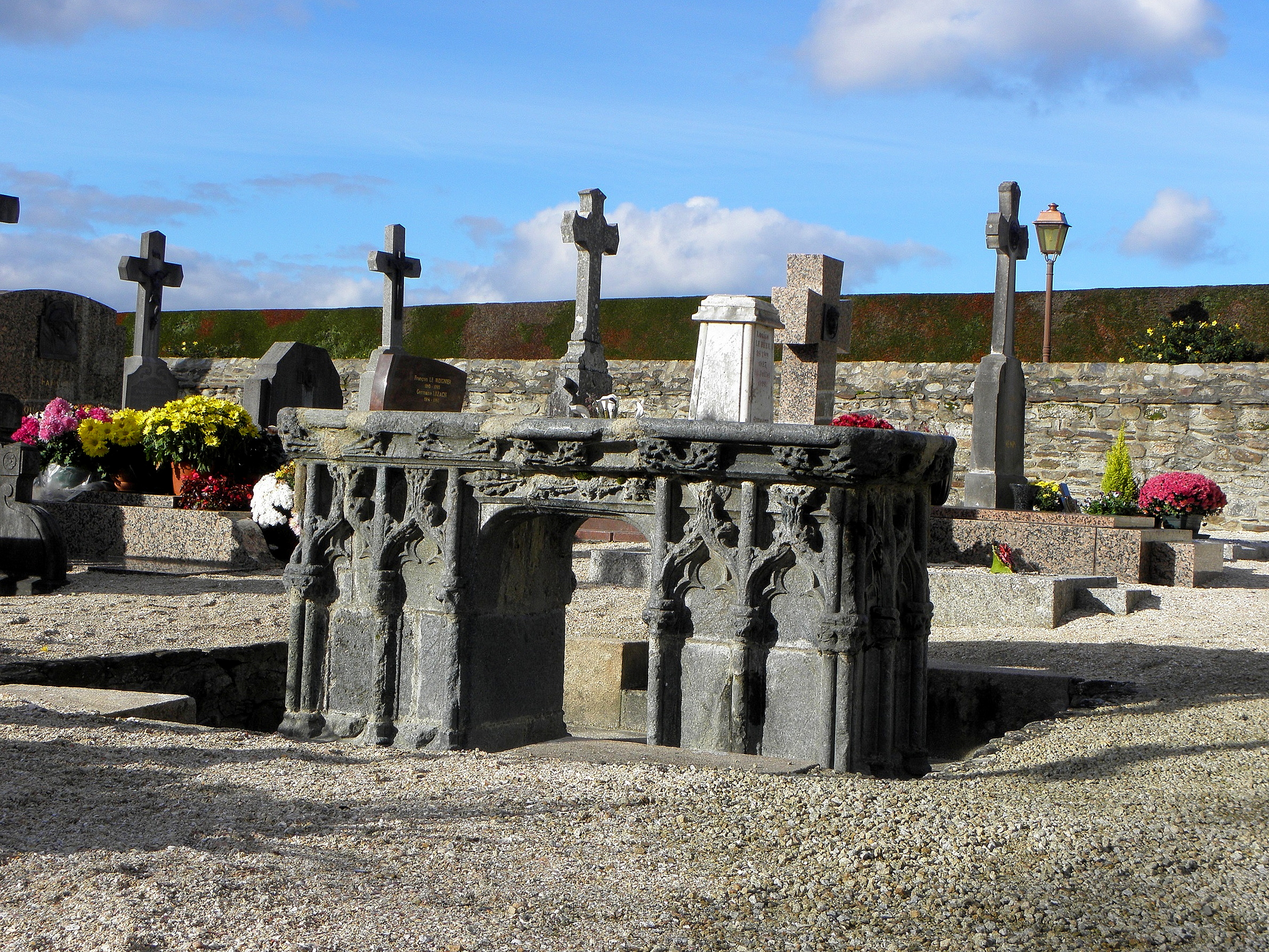
Grabmal von Saint-Yves
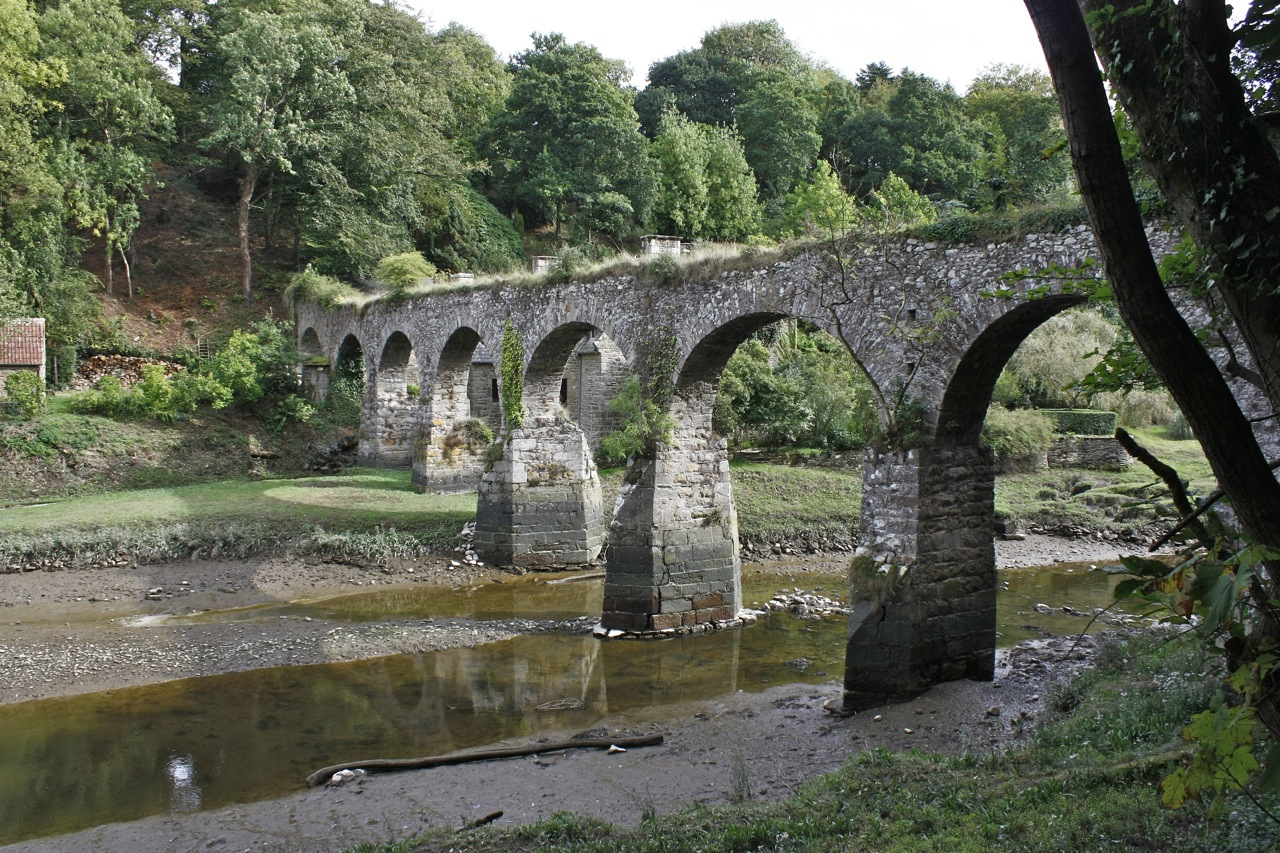
Aquädukt über den Guindy